# Campamento de Neirab
El campamento de Neirab (en árabe, مخيم النيرب للاجئين) es un campamento de refugiados palestino establecido en Siria entre los años 1948 y 1950 a unos 13 kilómetros al este de Alepo, cerca del aeropuerto de esta ciudad. Hasta el estallido de la guerra civil siria en marzo de 2011, el de Neirab era el mayor campamento de refugiados palestinos de Siria, con una población de unos 20.500 refugiados registrados. Sin embargo, a mediados de 2019, UNRWA calculaba que vivían en él unos 18.000 refugiados palestinos, aunque también se alojan temporalmente en Neirab refugiados del cercano campamento de Ein el-Tal, devastado por la guerra. Los refugiados del campamento provienen de localidades del norte de Palestina.

## Historia
El 29 de noviembre de 1947, la Asamblea General de las Naciones Unidas aprobó la resolución 181, más conocida como el Plan de Partición de Palestina, que impulsaba la creación de un estado judío y uno árabe en el territorio del Mandato Británico de Palestina. Como consecuencia del avance de las tropas judías antes y durante la guerra árabe-israelí de 1948, unos 700.000 palestinos fueron expulsados o huyeron de sus hogares. A la conclusión de la guerra, Israel les negó el derecho de retorno, por lo que Naciones Unidas decidió crear la Agencia de Naciones Unidas para los Refugiados de Palestina en Oriente Próximo (UNRWA en sus siglas inglesas) y una serie de campamentos de refugiados en la Franja de Gaza, Cisjordania, Líbano, Siria y Jordania.
El campamento de Neirab se construyó entre los años 1948 y 1950 sobre unos cuarteles construidos por las fuerzas aliadas durante la Segunda Guerra Mundial. Se extiende por un total de 0,15 kilómetros cuadrados. Los refugiados palestinos encontraron cobijo en los barracones militares y fueron dividiéndolos para intentar conseguir algo de intimidad, primero con sábanas y posteriormente con paredes de madera o ladrillo. 
Cuando comenzó la guerra civil siria en 2011, UNRWA y el gobierno sirio estaban llevando a cabo un plan de rehabilitación del campamento de Neirab y del también campamento de refugiados palestinos de Ein el-Tal. La primera fase del proyecto preveía el traslado de unas 300 familias del primer campamento al segundo para reducir la superpoblación que azota desde hace tiempo al campamento de Neirab. Sin embargo, la guerra ha obligado a UNRWA a cerrar ocasionalmente las seis escuelas que gestionaba en el campamento, dejando a más de 3.000 alumnos sin clases.
El 14 de mayo de 2019, coincidiendo con la fiesta de Iftar (que da comienzo al mes del Ramadán), una serie de cohetes impactaron en el campamento de Neirab y mataron a diez de sus habitantes. Entre las víctimas se incluían cuatro niños, el menor de ellos con tan solo 6 años. También hubo una treintena de heridos, algunos de ellos en estado crítico.
La mayoría de los refugiados del campamento trabajan hoy en día como obreros ocasionales o como vendedores callejeros.

## Instalaciones
El campamento dispone de ocho escuelas que funcionan a doble turno, todas ellas gestionadas por UNRWA. También cuenta con un centro de salud y un centro de distribución de alimentos.

## Demografía
El campamento da cobijo a unos 20.500 refugiados palestinos registrados en las oficinas de UNRWA. En torno al 14% de estos son menores de 6 años, otro 22% se encuentra entre los 6 y los 15 años, alrededor del 19% tienen entre 16 y 25 años, cerca del 27% están entre los 26 y los 45 años, poco más del 12% se hallan entre los 46 y los 60 años, y en torno al 7% restante tiene más de 60 años.

## Economía
Un estudio de UNRWA en 2006 detectó que el salario medio en el campamento de Neirab era de unos 280 dólares al mes, algo por debajo del salario medio en el conjunto de Siria (300 dólares al mes). Los habitantes de los antiguos barracones militares tenían los salarios más bajos, mientras que los que vivían en viviendas al exterior de las barracas o del propio campamento tenían una renta mensual superior.

## Principales problemas
Aunque UNRWA ha ido desarrollando algunas mejoras en las condiciones de vida de estos refugiados, esta misma organización califica la situación del campamento de Neirab como "deplorable" y sus viviendas como "las menos seguras y sanas de entre todos los campamentos de Siria". Al fin y al cabo se trata de barracones de la Segunda Guerra Mundial, construidos pobremente y que generan elevadas temperaturas en verano y gélidas temperaturas en invierno. Tiene importantes problemas de goteras y humedades, así como plagas de roedores.
Muchos habitantes del campamento padecen leishmaniasis, una enfermedad de la piel causada por el consumo de aguas residuales. Además, el campamento está azotado por la pobreza, la drogadicción, el desempleo, altas tasas de divorcio y muy reducidas posibilidades laborales y de autodesarrollo.